# Actinomycetaceae
Actinomycetaceae es una familia de bacterias del orden Actinomycetales, la única del suborden Actinomycineae. Contiene al género importante en medicina Actinomyces.